# Alister Leat
Alister Seng Kym Leat (15 de abril de 1985-3 de febrero de 2014) fue un deportista neozelandés que compitió en judo. Ganó seis medallas en el Campeonato de Oceanía de Judo entre los años 2004 y 2013.

## Palmarés internacional
| Campeonato de Oceanía | Campeonato de Oceanía | Campeonato de Oceanía | Campeonato de Oceanía |
| Año                   | Lugar                 | Medalla               | Categoría             |
| --------------------- | --------------------- | --------------------- | --------------------- |
| 2004                  | Numea (Francia)       | Medalla de plata      | –60 kg                |
| 2006                  | Papeete (Francia)     | Medalla de plata      | –60 kg                |
| 2010                  | Canberra (Australia)  | Medalla de bronce     | –66 kg                |
| 2011                  | Papeete (Francia)     | Medalla de bronce     | –66 kg                |
| 2012                  | Cairns (Australia)    | Medalla de bronce     | –66 kg                |
| 2013                  | Apia (Samoa)          | Medalla de plata      | –66 kg                |